# 8316 Wolkenstein
8316 Wolkenstein è un asteroide della fascia principale. Scoperto nel 1960, presenta un'orbita caratterizzata da un semiasse maggiore pari a 2,9961386 UA e da un'eccentricità di 0,1182498, inclinata di 9,53635° rispetto all'eclittica.